# Coroa Grande

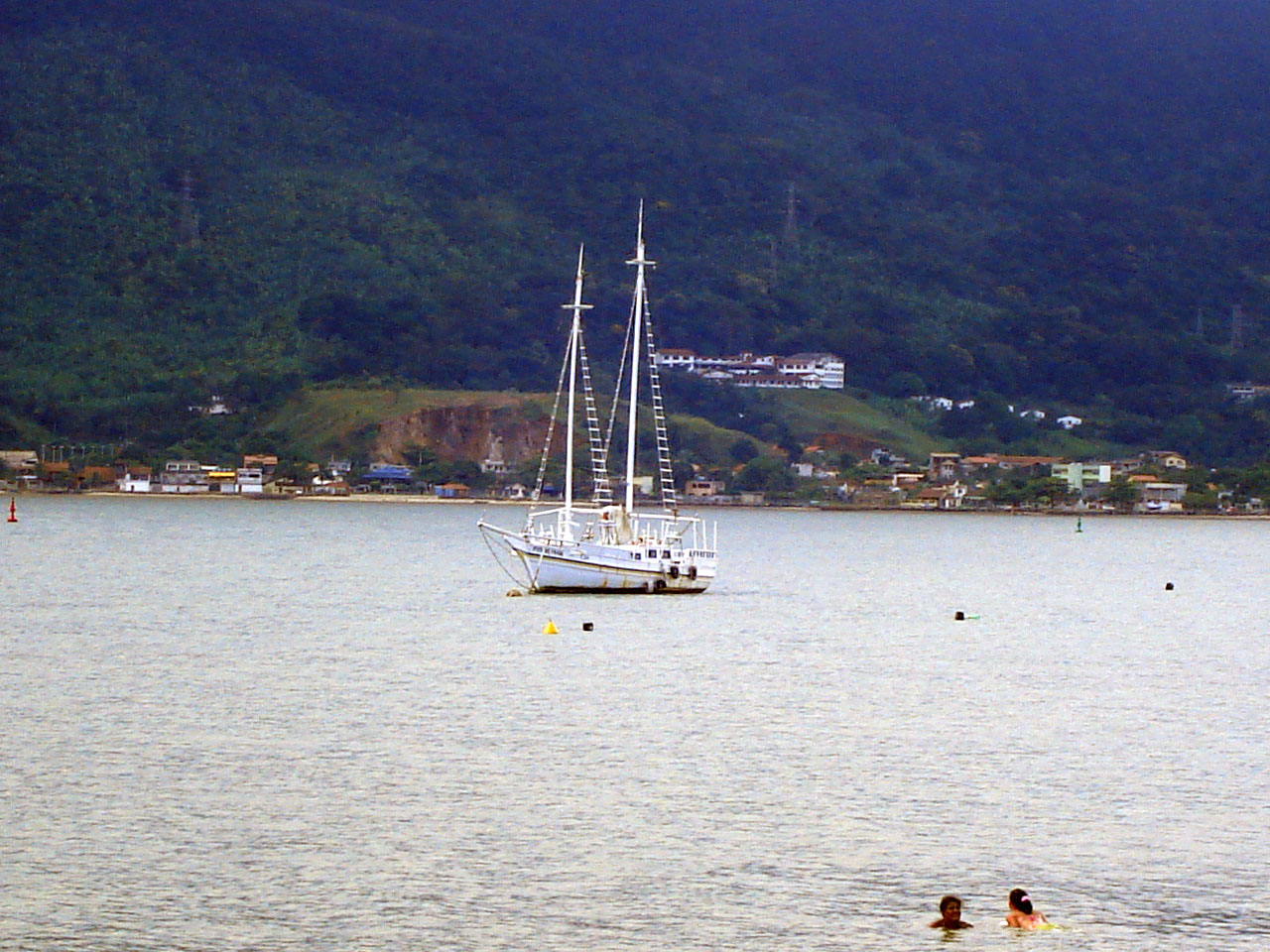
Baía de Sepetiba e orla dos bairros Coroa Grande e Vila Geny, ambos no município de Itaguaí; ao fundo, a Serra de Coroa Grande.

Coroa Grande é um bairro situado na zona litorânea da cidade de Itaguaí, na Região Metropolitana do Rio de Janeiro. Localiza-se no extremo oeste do município, próximo ao limite com o distrito de Itacuruçá, já no município de Mangaratiba, na Região da Costa Verde Fluminense. O bairro Coroa Grande está situado entre os bairros Itimirim, a oeste, e Vila Geny, a leste.
É um lugar conhecido, no município de Itaguaí, pela prática do ciclismo.
O bairro se situa às margens do Ramal de Mangaratiba da antiga Estrada de Ferro Central do Brasil, que atualmente se encontra concedido à MRS Logística para o transporte de cargas. Possuía uma simples parada ferroviária que atendeu passageiros entre os anos de 1911 e 1982, quando este modal foi desativado no ramal. A parada foi posteriormente demolida. 
O bairro Coroa Grande, junto com os bairros Itimirim, Vila Geny, Somel e Ilha da Madeira, forma o litoral de Itaguaí, região do município com grande potencial turístico.